# Giuseppe Dalla Santa
Giuseppe Dalla Santa (Venezia, 18 settembre 1950 – Venezia, 29 aprile 2011) è stato un fumettista italiano.

## Biografia
Conclusi gli studi liceali, si iscrive alla facoltà di giurisprudenza per poi passare all'Accademia di Belle Arti di Venezia dove si diploma e, nel 1975, inizia a collaborare con lo studio dei fratelli Vladimiro e Ennio Missaglia dove, appresi i rudimenti del mestiere, esordì come disegnatore nel 1976 pubblicando con l'editore francese Jeunesse & Vacance alcuni episodi della serie Kalì. Negli anni ottanta disegnò varie storie di diversi genere, western, erotico e thriller, sia per editori italiani che francesi. Ha collaborato con la casa editrice Dardo alla realizzazione di storie di genere bellico della collana Super Eroica, con la Cenisio alla serie a fumetti tratte da Furia cavallo del West e per la Universo a storie per la rivista Intrepido.  Tra il 1983 e il 1985 ha collaborato con Miro ed Ennio Missaglia e Caterina Mognato sul fumetto western Yukon per Aventures et Voyages. Contemporaneamente, ha pubblicato sulle testate antologiche Lanciostory e Skorpio della Eura Editoriale.
Nel 1989 decide di cambiare genere e, grazie a Giovan Battista Carpi, entra nella redazione di Topolino esordendo lo stesso anno; si dedicherà a realizzare fumetti Disney, realizzando numerose storie oltre a varie saghe come Le sette meraviglie dei paperi (insieme a Maurizio Amendola) e Le Fantaleggende, alcune delle quali su sceneggiature scritte dalla moglie Caterina Mognato, fino al 2011, quando morì per un tumore. Ha lavorato anche per gli studios americani della Disney, su storie di Duck Tales e Cip & Ciop agenti speciali.